# Венгерська Гурка (гміна)
Гміна Венгерська Гурка (пол. Gmina Węgierska Górka) — сільська гміна у південній Польщі. Належить до Живецького повіту Сілезького воєводства.
Станом на 31 грудня 2011 у гміні проживало 15070 осіб.

## Територія
Згідно з даними за 2007 рік площа гміни становила 77.06 км², у тому числі:
- орні землі: 40.00 %
- ліси: 50.00 %

Таким чином, площа гміни становить 7.41 % площі повіту.

## Населення
Станом на 31 грудня 2011:
| Опис     | Загалом | Загалом | Чоловіки | Чоловіки | Жінки | Жінки |
| -------- | ------- | ------- | -------- | -------- | ----- | ----- |
| одиниця  | осіб    | %       | осіб     | %        | осіб  | %     |
| все      | 15070   | 100     | 7484     | 49.66    | 7586  | 50.34 |
| міське   | 0       | 100     | 0        |          | 0     |       |
| сільське | 15070   | 100     | 7484     | 49.66    | 7586  | 50.34 |

## Сусідні гміни
Гміна Венгерська Гурка межує з такими гмінами: Єлесня, Мілювка, Радзехови-Вепш, Уйсоли.